# Francisco Javier Rodríguez
Francisco Javier Rodríguez Pinedo (Mazatlán, 20 de outubro de 1981) é um futebolista mexicano que joga na posição de zagueiro. Atualmente joga pelo Lobos BUAP.

## Carreira
Rodríguez representou a Seleção Mexicana de Futebol nas Olimpíadas de 2004.

## Títulos
Chivas Guadalajara
- Primera División: Apertura 2006

PSV Eindhoven
- Supercopa dos Países Baixos: 2009

América
- Primera División: Clausura 2013

Seleção Mexicana U23
- Torneio Pré-Olímpico da CONCACAF Sub-23: 2004

Seleção Mexicana
- Copa Ouro da CONCACAF: 2015
- Copa América de 2007: 3º Lugar